# ATP Challenger Thessaloniki
Der ATP Challenger Thessaloniki (offiziell: Thessaloniki Challenger) war ein Tennisturnier, das von 1982 bis 1990 jährlich in Thessaloniki, Griechenland, stattfand. Es gehörte zur ATP Challenger Tour und wurde im Freien auf Sand gespielt. Steve Guy und Steve Shaw gewannen als einzige mehr als einen Titel bei dem Turnier.

## Liste der Sieger

### Einzel
| Jahr | Sieger             | Finalgegner          | Ergebnis      |
| ---- | ------------------ | -------------------- | ------------- |
| 1990 | Christian Geyer    | Henrik Holm          | 7:6, 6:3      |
| 1989 | Steve Guy          | Neil Borwick         | 6:4, 6:4      |
| 1988 | Olli Rahnasto      | Thomas Högstedt      | 6:4, 6:3      |
| 1987 | Martin Laurendeau  | Niclas Kroon         | 7:6, 6:4      |
| 1986 | Thomas Högstedt    | Alex Antonitsch      | 6:2, 6:2      |
| 1985 | Peter Lundgren     | Slobodan Živojinović | 3:6, 6:3, 7:6 |
| 1984 | Steve Shaw         | Stefan Svensson      | 6:2, 6:4      |
| 1983 | Horacio de la Peña | Rory Chappell        | 5:7, 7:6, 7:5 |
| 1982 | Nduka Odizor       | Gianni Ocleppo       | 6:3, 7:6      |

### Doppel
| Jahr | Sieger                             | Finalgegner                             | Ergebnis      |
| ---- | ---------------------------------- | --------------------------------------- | ------------- |
| 1990 | Gilad Bloom Alexis Hombrecher      | Nick Brown Johan Carlsson               | 6:1, 7:6      |
| 1989 | Nick Brown Nicholas Fulwood        | Sean Cole Jacco van Duyn                | 6:2, 3:6, 7:6 |
| 1988 | Morten Christensen Steve Guy       | András Lányi Stefano Mezzadri           | 6:3, 6:4      |
| 1987 | Per Henricsson Henrik Holm         | Pieter Aldrich Morten Christensen       | 7:6, 3:6, 6:3 |
| 1986 | Jaromir Becka Christian Saceanu    | Alex Antonitsch Brian Levine            | 6:3, 6:1, 7:6 |
| 1985 | Stephan Medem Srinivasan Vasudevan | Brian Levine Billy Nealon               | 6:3, 5:7, 6:3 |
| 1984 | Jeremy Bates Steve Shaw            | George Kalovelonis Slobodan Živojinović | 6:2, 6:4      |
| 1983 | Peter Bastiansen Michael Mortensen | Mike Myburg Leo Palin                   | 7:6, 7:5      |
| 1982 | John Feaver Nduka Odizor           | Peter Bastiansen Michael Mortensen      | 7:6, 7:6      |